# Procopio di Costantinopoli
Procopio Pelekasis (in greco Προκόπιος Πελεκάσης?; Sitsova, 1734 – Sitsova, 1803 o 1804) è stato un arcivescovo ortodosso greco, patriarca ecumenico di Costantinopoli dal 1785 al 1789.

## Biografia
Nacque a Sitsova di Messenia nel 1734. A 12 anni andò da suo fratello maggiore, Neofito, vescovo metropolita di Ganos in Tracia orientale, che lo aiutò a completare gli studi di base. In seguito lo ordinò diacono e presbitero, e quando morì nel 1759, Procopio gli succedette, su richiesta del popolo, alla guida della metropolia. 
Tenne la metropolia per 11 anni, fino al 1770, quando fu trasferito alla metropolia di Smirne in cui riuscì a calmare la popolazione dopo i problemi causati dal suo predecessore, Callinico. Procopio ordinò il diacono Georgios Angelopoulos e lo rese addirittura protosincello della metropolia; Angelopoulos sarebbe poi diventato un patriarca e un santo, sotto il nome di Gregorio V. Durante il suo regno furono costruite molte chiese, sebbene non fosse possibile ottenere il permesso per la costruzione della chiesa di Fotina di Samaria. 
Durante gli anni dal 1780 al 1782 Procopio fu membro del Sinodo del Patriarcato ecumenico di Costantinopoli e risiedette nella città. 
Il 29 giugno 1785 fu eletto patriarca di Costantinopoli. Era ascetico, modesto e laborioso. Affrontò i problemi economici e amministrativi del patriarcato, cercando di limitare l'influenza esterna nelle questioni ecclesiastiche. 
Si scontrò con il gospodaro di Moldavia, Alexandru Mavrocordat Firaris, che aveva eletto il metropolita della Moldavia, Romano Leontas, senza l'approvazione patriarcale. 
Nel 1787 scoppiò la guerra russo-turca e il sultano costrinse Procopio a rinunciare ai sentimenti rivoluzionari, oltre a richiedere più tasse e persone alla comunità greca per rafforzare lo stato e l'esercito ottomano. Con la sua posizione accondiscendente causò forti reazioni e si creò molti nemici. Con decreto del sultano Selim III fu costretto a dimettersi il 30 aprile 1789 e venne esiliato nel Monastero della Grande Lavra sul Monte Athos. 
Nel 1797 tornò al suo villaggio natale, dove risiedeva in una cella monastica vicino alla Chiesa di San Nicola di Sitsova. Procopio morì nel 1803 o nel 1804 e fu sepolto vicino alla chiesa. Successivamente le sue ossa furono trasportate nel Monastero di Mardakios, dopo le cure del metropolita di Messenia, Melezio Sakellaropoulos.